# Жіноча збірна Азербайджану з футболу
Жіноча збірна Азербайджану з футболу (азерб. Qadınlardan ibarət Azərbaycan milli komandası) — представляє Азербайджан на міжнародних щоглах з футболу. Управляється Асоціацією Футбольних Федерацій Азербайджану.

## Рейтинг-лист ФІФА
Рейтинг-лист ФІФА станом на 12 січня 2017 року.
- 88 (0)   Замбія - 395
- 89 (-4)   Лівія - 390
- 90 (+1)   Того - 386
- 90 (0)   Азербайджан - 386
- 91 (+1)   Антигуа і Барбуда - 370
- 92 (-1)   Руанда - 368
- 92 (+1)   Фінляндія - 368